# Utbildnings- och evenemangslinje (Göteborgs spårvägar)
Utbildnings- och evenemangslinjen är en spårvagnslinje i Göteborg som trafikeras vid pågående förarutbildning (då ej med passagerare) och vid speciella evenemang. Ett exempel är vid friidrotts-EM i augusti 2006 då linjen skyltades "Teams Tram" för EM-deltagare.